# Cheech & Chong

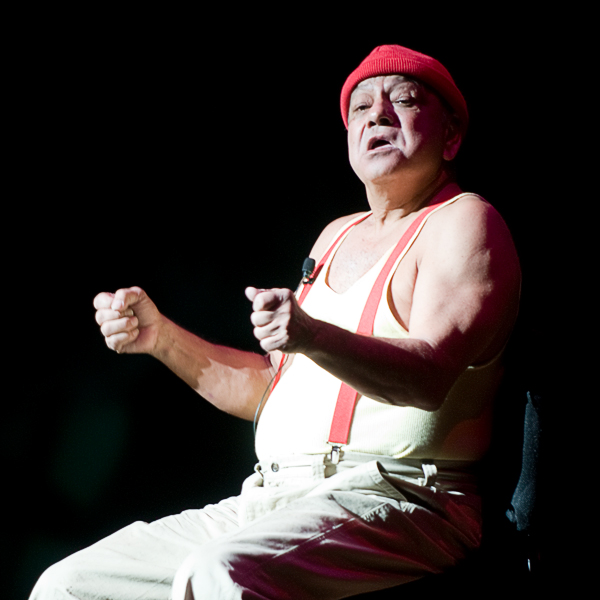
Cheech Marin in 2008

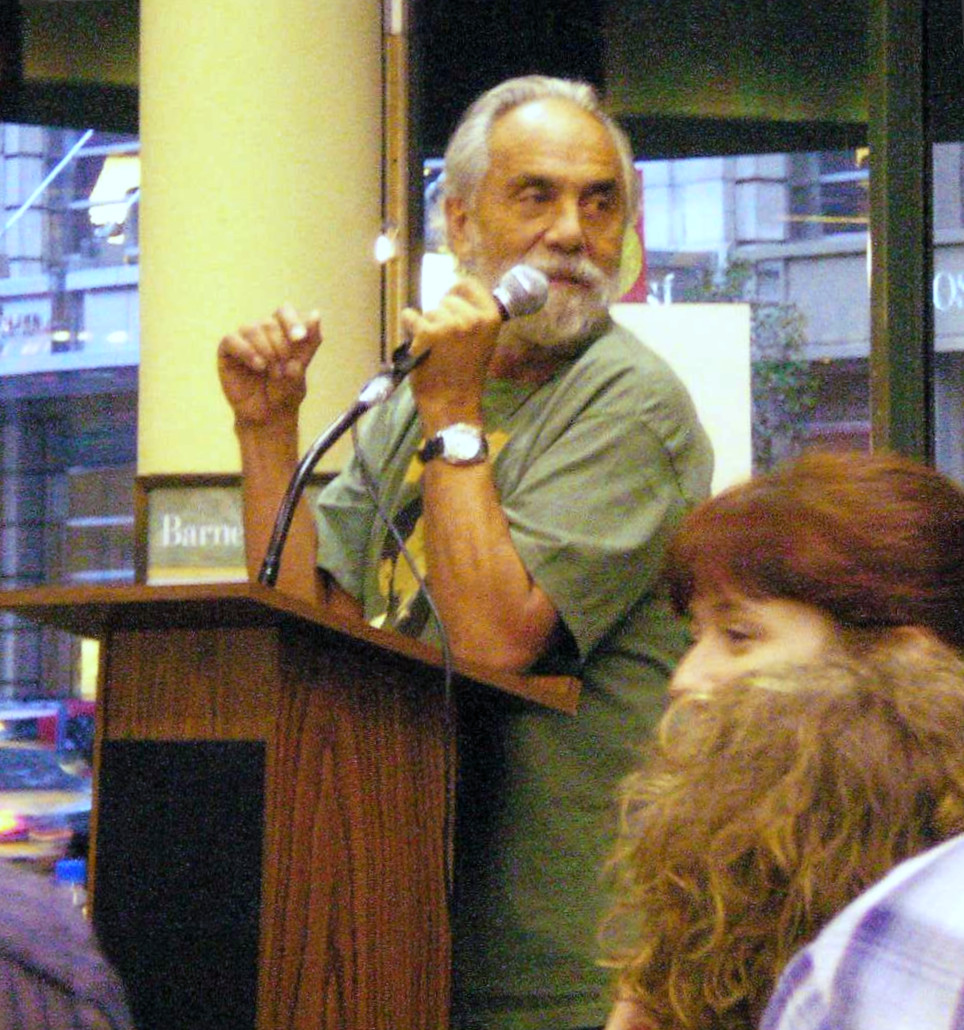
Tommy Chong in 2006

Cheech & Chong is een komisch duo bestaande uit Richard "Cheech" Marin en Tommy Chong. Ze werden bekend met hun stand-upcomedyacts, met onderwerpen als de hippietijd en drugsgebruik. Cheech speelde een inwoner van Los Angeles van Mexicaanse afkomst en Chongs personage was een oude hippie wiens leven vrijwel geheel om drugs en stoned worden draaide.
Het duo produceerde een aantal komische platen en lowbudgetfilms, waarmee ze een van de succesvolste komische duo's van Amerika werden. De film Still Smokin' uit 1983 werd in Nederland opgenomen. In deze film gaan Cheech & Chong voor een filmfestival naar Amsterdam, waar ze per abuis worden aangezien voor Burt Reynolds en Dolly Parton en van het tolerante Nederlandse drugsbeleid profiteren. Voor de film Yellowbeard werkten ze samen met de Britse komediegroep Monty Python.
In de jaren 80 scheidden de wegen van het duo. Cheech Marin wilde zich toeleggen op een solocarrière, waarbij hij van het drugsimago van Cheech & Chong probeerde af te komen. Hij speelde diverse rollen in bekende speelfilms en televisieseries als Nash Bridges, Desperado, From Dusk Till Dawn en Judging Amy. Tommy Chong ging ook solo verder en speelde onder andere in de film Far Out Man en de televisieserie That '70s Show waarin hij als Leo Chingkwake zijn oude rol van drugsgebruikende hippie weer oppakte.
Een korte reünie volgde voor de South Park-aflevering Cherokee Hair Tampons, waarin beiden de stem inspraken van hun getekende personage. Plannen om samen een nieuwe film te maken werden echter verstoord toen Chong werd gearresteerd wegens het verkopen van waterpijpen en andere drugsgerelateerde hulpmiddelen. Hij werd veroordeeld tot negen maanden gevangenisstraf, die hij tussen 2003 en 2004 uitzat. Na zijn vrijlating werd de nieuwe Cheech & Chong-film afgezegd.
In 2008 kwamen Cheech & Chong toch weer samen. Zij maakten bekend alsnog een nieuwe film te gaan maken en in september startte de Cheech and Chong Light Up America/Canada theatertournee. Een tour in Europa, met een voorstelling in Amsterdam, stond gepland voor 2013, maar werd afgezegd wegens tegenvallende kaartverkoop.

## Comedy albums
1. Cheech & Chong (1972)
2. Big Bambu (1972)
3. Los Cochinos (1973)
4. Cheech & Chong's Wedding Album (1974)
5. Sleeping Beauty (1976)
6. Up in Smoke (soundtrack) (1979)
7. Let's Make a New Dope Deal (1980)
8. Cheech & Chong's Greatest Hit (1981)
9. Get Out of My Room (1985)
10. Where There's Smoke There's Cheech & Chong (anthology, career retrospective) (2002)

## Filmografie
1. Up in Smoke (1978)
2. Cheech & Chong's Next Movie (1980)
3. Nice Dreams (1981)
4. It Came From Hollywood (1982)
5. Things Are Tough All Over (1982)
6. Still Smokin' (1983)
7. Yellowbeard (1983)
8. Cheech & Chong's The Corsican Brothers (1984)
9. After Hours (film) (1985)
10. Get Out of My Room (1985)
11. Hey, Watch This (2010)
12. Zootopia (2017, alleen stem van Tommy Chong)
13. Trailer Park Boys: Out of the Park, S2 E7 (2017)